# Storsärv
Storsärv (Zannichellia major) är en art i familjen nateväxter.
Storsärv växter på grus- och sandbottnar i salt- och brackvatten. Den blir större än hårsärv med 1–2 millimeter breda blad, 3,5–4,5 millimeter långa, med 1,5–2 millimeter kånga spröt och knölar på ryggsidan.